# 鈴木徳男
鈴木 徳男（すずき のりお、1951年 - ）は、日本の国文学者。相愛大学教授。専攻は中古、中世和歌文学。

## 略歴
1975年、早稲田大学第一文学部東洋哲学科卒業。1981年、龍谷大学大学院文学研究科博士後期課程単位取得。1982年、相愛女子短期大学専任講師、1989年助教授、1993年教授。2003年、相愛大学人文学部教授。人文科学研究科長。
2002年「『俊頼髄脳』の研究」で龍谷大学博士（文学）。

## 著書
- 『続詞花和歌集の研究』（和泉書院） 1987
- 『平家物語 流転の道』（東方出版） 1987
- 『俊頼髄脳の研究』（思文閣出版） 2006
- 『続詞花和歌集新注』（青簡舎、新注和歌文学叢書） 2010 - 2011